# Đorđe Vujadinović
Djordje Vujadinovic (Smederevo, Podunavlje, Reino de Serbia, 29 de noviembre de 1909; Belgrado, Yugoslavia, 5 de octubre de 1990) fue un futbolista y entrenador de fútbol serbio. Jugaba de delantero y toda su carrera la hizo en el OFK Belgrado de la Primera Liga de Yugoslavia. 

## Selección nacional
Ha sido titular con la Selección de fútbol de Yugoslavia en 44 partidos marcando 18 goles entre 1929 y 1940.

### Participaciones en Copas del Mundo
| Mundial                        | Sede    | Resultado    |
| ------------------------------ | ------- | ------------ |
| Copa Mundial de Fútbol de 1930 | Uruguay | Tercer lugar |

## Clubes
| Club         | País       | Año       |
| ------------ | ---------- | --------- |
| OFK Belgrado | Yugoslavia | 1928-1940 |

## Palmarés

### Campeonatos nacionales
| Título       | Club         | País       | Año     |
| ------------ | ------------ | ---------- | ------- |
| Primera Liga | OFK Belgrado | Yugoslavia | 1930-31 |
| Primera Liga | OFK Belgrado | Yugoslavia | 1932-33 |
| Primera Liga | OFK Belgrado | Yugoslavia | 1934-35 |
| Primera Liga | OFK Belgrado | Yugoslavia | 1935-36 |
| Primera Liga | OFK Belgrado | Yugoslavia | 1938-39 |

### Distinciones individuales
| Distinción                                | Año     |
| ----------------------------------------- | ------- |
| Goleador de la Primera Liga de Yugoslavia | 1929    |
| Goleador de la Primera Liga de Yugoslavia | 1930-31 |